# Чортківська окружна військова команда
Чортківська окружна військова команда — одна з 12 окружних військових команд УГА.
Сформована за наказом державного секретаря військових справ ЗУНР Дмитра Вітовського 13 листопада 1918, діяла до переходу УГА за Збруч у середині липня 1919.
Територіально охоплювала Борщівський, Бучацький, Гусятинський, Заліщицький і Чортківський повіти.
Для створення Чортківської окружної військової команди винавчальний корпус використував базу австрійського 95-го піхотного полку. Командир Чортківської окружної військової команди — отаман Василь Оробко.
До Чортківської окружної військової команди належали:
- коші запасних полків піхоти, артилерії та кінноти,
- вишкіл,
- команда жандармерії,
- булавна сотня,
- окружний військовий суд,
- військова команда Чорткова.

Сформовані курені та сотні входили до 9-ї (Угнівської) і 10-ї (Янівівської) бригад УГА.
У червні-липні 1919 на базі Чортківської окружної військової команди формували 13-у, 14-у, 15-у, 16-у (Чортківську) і 17-у (Бучацьку) бригади, а також Кінну бригаду УГА.